# Поијана Мађоре (Виченца)
Поијана Мађоре (итал. Poiana Maggiore) је насеље у Италији у округу Виченца, региону Венето.
Према процени из 2011. у насељу је живело 2328 становника. Насеље се налази на надморској висини од 14 м.

## Становништво
Према резултатима пописа становништва 2011. у општини је живело 4.459 становника.
| 1931. | 1936. | 1951. | 1961. | 1971. | 1981. | 1991. | 2001. | 2011. |
| ----- | ----- | ----- | ----- | ----- | ----- | ----- | ----- | ----- |
| 4.972 | 4.891 | 4.812 | 3.726 | 3.583 | 3.772 | 4.147 | 4.216 | 4.459 |

## Партнерски градови
- Roana